# Menzel-Preis
Der Menzelpreis war ein Preis für deutsche Illustratoren. Er wurde um 1900 durch die Berliner Illustrirte Zeitung für die beste Zeichnung des Jahres, die in der Berliner Illustrirten Zeitung erschienen war, vergeben.
Benannt wurde der mit 3.000 Mark dotierte Preis vermutlich nach Adolph Menzel, einem Berliner Maler und Zeichner. Begründer des Preises war Carl Schnebel, für die Berliner Illustrirte Zeitung Hauptschriftleiter (Chefredakteur) und Pressezeichner. 1911 bestand die Jury des Preises aus Max Liebermann, Arthur Kampf, Franz Kruse, Carl Schnebel und Georg Hermann.
Der Menzelpreis ist nicht zu verwechseln mit dem Adolph-Menzel-Preis der Berliner Königlichen Akademie der Künste, der an deutsche Maler vergeben wurde.

## Preisträger
- 1896: August von Brandis
- 1910: Fritz Koch-Gotha[3]
- 1910: Heinrich Zille[4]
- 1911 Max Liebert[5]
- 1913: Ernst Schaumann